# Александър Маккензи
Сър Александър Маккензи (на английски: Sir Alexander Mackenzie, на шотландски келтски: Alasdair MacCoinnich) е шотландско-канадски изследовател на Северна Америка.

## Ранни години (1764 – 1789)
Роден е през 1764 година в градчето Строноуей на остров Люис, Външни Хебриди, Шотландия. През 1774 семейството му се мести в Ню Йорк, а през 1776 в Монреал, след избухването на Американската война за независимост.
През 1779 г. получава работа в Северозападната компания, която търгува с кожи. От 1783 до 1785 работи като търговски агент около езерото Сейнт Клеър в района на Великите езера, а след това две години пребивава в горното течение на река Чърчил. През зимата на 1787 – 1788 г. посещава езерото Атабаска, съвместявайки работата като агент по изкупуване на кожи с географски изследвания. Голяма роля в ориентирането му към географски изследвания изиграва работещия по това време в района друг агент на компанията Питър Понд. Под негово ръководство Маккензи съставя план за по-нататъшно изследване басейна на река Атабаска, като на най-западния бряг на езерото Атабаска през 1788 основава форт Чипеуян (58°43′ с. ш. 111°09′ з. д. / 58.716667° с. ш. 111.15° з. д.) и в началото на 1789 назначава за негов временен началник братовчед си Родерик Маккензи.

## Експедиционна дейност (1789 – 1794)

### Първа експедиция (1789)
От Питър Понд научава, че според индианците местните реки текат на северозапад. С тази информация на 3 юни 1789 с 12 души се отправя на северозапад, като с лодки се спуска по Робска река, на 9 юни достига до Голямото Робско езеро, изследва го 20 дни и в северната му част открива залива Норт Арм (62°20′ с. ш. 115°00′ з. д. / 62.333333° с. ш. 115° з. д.) с река Мариан, вливаща се в него. На 29 юни в най-западната част на езерото открива мястото, от където изтича река Маккензи и се спуска по нея (1600 км) до делтата ѝ, където достига на 10 юли. Надеждата му да открие Северозападния проход към Тихия океан не се сбъдва. Покрай течението на реката открива планината Маккензи (2758 м, на запад от долината на реката) и планината Франклин (1442 м, на изток от долината) и устието на Голямата Меча река, изтичаща от Голямото Мече езеро и вливаща се от изток в река Маккензи. Въпреки че достига Северния ледовит океан, той нарича реката „Disappointment River“ („Река на разочарованието“), тъй като не води до залива Кук в Аляска, както е очаквал.
Бързайки да се върне по-скоро във форт Чипеуан Маккензи не изследва брега на изток и запад от устието на реката и затова на неговото откритие не повярват веднага. Едва по-късно, когато става ясно, че описанията му напълно съответстват на действителността, реката, по която достига до Северния ледовит океан, е наименувана в негова чест.
На 12 септември 1789 г. със спътниците си се завръща на езерото Атабаска, като изминава с лодките си около 5000 км за 102 дни. Маккензи остава в околностите на езерото още две години изпълнявайки задълженията си към компанията и през 1791 г. се завръща във Великобритания, за да изучава напредъка в измерването на географската дължина, новостите в геодезията, топографията, метеорологията и други науки, необходими на географа-пътешественик, готвейки се за нови пътешествия, целта на които е откриване на речен път от езерото Атабаска до Тихия океан.

### Втора експедиция (1792 – 1794)
През 1792 г. се завръща в Канада, в устието на река Сейнт Лорънс, и отново се отправя на запад в търсене на Тихия океан. Съпътстван от местни водачи и френски търговци на кожи, Маккензи напуска форт Чипеуан, следвайки течението на река Пийс, вливаща се в Робска река, непосредствено след изтичането ѝ от езерото Атабаска. В средата на октомври достига до устието на река Смоки (56°11′ с. ш. 117°20′ з. д. / 56.183333° с. ш. 117.333333° з. д.), където зимува. През пролетта на 1793 г., след като реката се размразява, изпраща част от хората обратно, а сам с девет души на една лодка на 9 май продължава нагоре по реката. За девет дни отрядът преодолява 250 км, навлиза в Предния хребет на Скалистите планини, като преминава около 60 км, където реката тече в дълбок каньон. На 56°00′ с. ш. 123°55′ з. д. / 56° с. ш. 123.916667° з. д. пътешествениците достигат до двете съставящи реки на Пийс – Финли и Парнснип. По съвет на местните индианци, групата поема нагоре по Парснип и след къс и удобен вододел на 20 юли 1793 г. открива горното течение на река Фрейзър, но е предупреден от местни индианци, че долното ѝ течение е неплавателно и населено от войнствени племена.
Маккензи е насочен по нов маршрут нагоре по река Уест Роуд през Бреговите планини и надолу по реките Дийн и Бела Кула към морето. Той приема този съвет и достига брега на Тихия океан на 20 юли 1793 г. в Бела Кула, Британска Колумбия, в заливчето Норт Бентинк Арм. По този начин той става първият европеец, който прекосява Северна Америка в най-шираката ѝ част северно от Мексико, от залива Сейнт Лорънс до Тихия океан. Опитва да продължи на запад в желанието си да достигне открития океан, но е върнат от враждебността на индианците нуксак. Същото място, Бела Кула, 48 дни по-рано е посетено от експедицията на мореплавателя Джордж Ванкувър. На 22 юли 1793 г., в тази най-западна точка на канала Дийн, обкръжен от бойни канута на нуксалк, той написва "Александър Маккензи от Канада, по суша, 22 юли хиляда седемстотин деветдесет и трета!“ с червеникава боя, направена от цинобър и меча мас и тръгва обратно на път за Канада. На скалата близо до брега на канала на Дийн по-късно са изписани думите от топографи. Мястото днес се нарича Провинциален парк Александър Маккензи.
На 24 август 1793 г. Маккензи и спътниците му тръгват обратно по вече познатия път и благополучно се завръщат в устието на река Смоки, където зимуват. През 1794 са завръща в Монреал, като по този начин отново пресича континента в най-широката му част, този път от запад на изток.

## Следващи години (1795 – 1820)
През 1801 г. излиза книгата му: „Voyages from Montreal on the river St. Lawrence through the continent of North-America...“ (v. 1 – 2, 1801), в която описва своето пътешествие. Тя издържа няколко издания и е преведена на много европейски езици. За постиженията му, в Канада през 1802 г., е удостоен с титлата „сър“ (рицарско звание) и е делегат в законодателното събрание на Долна Канада от 1805 до 1808 г.
През 1812 г. се жени и се завръща в Шотландия. През 1816 му се ражда дъщеря, а през 1818 и 1819 синове.
Умира на 12 март 1820 година от нефрит в странноприемница на път от Единбург за Авоч, близо до Дънкелд. Погребан е в Авоч, на Черния остров, Западна Шотландия.

## Памет
Неговото име носят:
- залив Маккензи (69°00′ с. ш. 136°40′ з. д. / 69° с. ш. 136.666667° з. д.) на море Бофорт, на северното крайбрежие на Канада;
- залив Маккензи (69°06′ с. ш. 84°58′ з. д. / 69.1° с. ш. 84.966667° з. д.) на западното крайбрежие на п-ов Мелвил в Северна Канада;
- планина Маккензи в Северозападна Канада, покрай западния (ляв) бряг на река Маккензи;
- река Маккензи, най-дългата река в Канада, вливаща се в море Бофорт.